# العلاقات البيروية الليختنشتانية
العلاقات البيروفية الليختنشتانية هي العلاقات الثنائية التي تجمع بين بيرو وليختنشتاين.

## مقارنة بين البلدين
هذه مقارنة عامة ومرجعية للدولتين:
| وجه المقارنة                                              | بيرو                                   | ليختنشتاين                                 |
| --------------------------------------------------------- | -------------------------------------- | ------------------------------------------ |
| المساحة (كم2)                                             | 1.29 مليون                             | 16                                         |
| عدد السكان (نسمة)                                         | 32.16 مليون                            | 37.47 ألف                                  |
| الكثافة السكانية (ن./كم²)                                 | 24.93                                  | 234.19 ألف                                 |
| العاصمة                                                   | ليما                                   | فادوتس                                     |
| اللغة الرسمية                                             | اللغة الإسبانية، اللغة الأيمرية، كتشوا | اللغة الألمانية                            |
| العملة                                                    | سول بيروفي جديد                        | فرنك سويسري                                |
| الناتج المحلي الإجمالي (بليون دولار)                      | 211.39 مليار                           | 6.29 مليار                                 |
| الناتج المحلي الإجمالي (تعادل القوة الشرائية) بليون دولار | 393.13 مليار                           |                                            |
| الناتج المحلي الإجمالي الاسمي للفرد دولار أمريكي          | 6.03 ألف                               |                                            |
| الناتج المحلي الإجمالي للفرد دولار أمريكي                 | 11.99 ألف                              |                                            |
| مؤشر التنمية البشرية                                      | 0.740                                  | 0.908                                      |
| رمز المكالمات الدولي                                      | +51                                    | +423                                       |
| رمز الإنترنت                                              | .pe                                    | .li                                        |
| المنطقة الزمنية                                           | توقيت بيرو، 00                         | توقيت وسط أوروبا، ت ع م+01:00، ت ع م+02:00 |

## منظمات دولية مشتركة
يشترك البلدان في عضوية مجموعة من المنظمات الدولية، منها:
| علم المنظمة | اسم المنظمة                   | تاريخ انضمام بيرو | تاريخ انضمام ليختنشتاين |
| ----------- | ----------------------------- | ----------------- | ----------------------- |
|             | الاتحاد البريدي العالمي       | ?                 | ?                       |
|             | الاتحاد الدولي للاتصالات      | 12 يوليو 1915     | 25 يوليو 1963           |
|             | منظمة حظر الأسلحة الكيميائية  | ?                 | ?                       |
|             | منظمة التجارة العالمية        | ?                 | ?                       |
|             | منظمة الشرطة الجنائية الدولية | ?                 | ?                       |
|             | الأمم المتحدة                 | 31 أكتوبر 1945    | 18 سبتمبر 1990          |